# Kiasma
Il Kiasma è un museo di arte contemporanea a Helsinki. Situato in via Mannerheimintie, nel centro della città, tra il Parlamento (in stile neoclassico), la stazione ferroviaria di Eliel Saarinen e la Casa Finlandia di Alvar Aalto, è stato costruito tra il 1993 e il 1998 a completare il progetto di Alvar Aalto per il quartiere centrale di Töölö.
Il museo espone la collezione d'arte contemporanea della Galleria nazionale finlandese fondata nel 1990, che raccoglie le più importanti opere della storia dell'arte europea, tra cui compare l'italiano Antonio Rotta.
Il suo obiettivo centrale è quello di rendere l'arte contemporanea maggiormente familiare elevandone così il proprio status. È opera dell'architetto statunitense Steven Holl.

## Caratteristiche costruttive
Il nome, versione finlandese del termine chiasma, indica il punto del cervello dove si incrociano le fibre dei due nervi ottici, e ne descrive le caratteristiche costruttive: l'edificio si articola difatti in due corpi intersecati, uno rettilineo e a volume prismatico, l'altro arcuato a galleria. Quest'ultimo inizia con una parte sottile come una coda e finisce con una parte larga, simile ad una bocca, nella direzione della Casa Finlandia.
L'intersecarsi dei due volumi crea spazi interni irregolari, caratterizzati da superfici ora piane, ora curvilinee, con scale e rampe arcuate che rendono quanto mai movimentato l'insieme delle sale espositive. La galleria è ricoperta da parti ora vetrate, ora in pannelli di alluminio, mentre la volta è ricoperta in zinco.

## Storia dell'edificio
Nel 1992 fu lanciato un concorso internazionale di progettazione, finalizzato alla realizzazione di un museo d'arte a Helsinki. Parteciparono architetti di cinque nazionalità. Nel 1992 il concorso venne vinto dallo studio di Steven Holl con il suo progetto denominato "Kiasma", selezionato tra 516 partecipanti. I lavori iniziarono nel 1996 e l'edificio venne inaugurato nel 1998.

### Ulteriori letture
- Nancy Marmer, "Holl's Kiasma Debuts in Helsinki", Art in America, Ottobre 1998, p. 35.